# Acantholimon peculiare
Acantholimon peculiare är en triftväxtart som beskrevs av Karl Heinz Rechinger. Acantholimon peculiare ingår i släktet Acantholimon och familjen triftväxter. Inga underarter finns listade i Catalogue of Life.